# The Woodstock Experience
The Woodstock Experience è un doppio CD live di Johnny Winter, pubblicato dalla Sony/Legacy Records nel 2009.

## Tracce
CD 1 Johnny Winter
1. I'm Yours and I'm Hers – 4:32 (Johnny Winter)
2. Be Careful with a Fool – 5:17 (B.B. King, Joe Josea)
3. Dallas – 2:49 (Johnny Winter)
4. Mean Mistreater – 3:55 (James Gordon)
5. Leland Mississippi Blues – 3:31 (Johnny Winter)
6. Good Morning Little School Girl – 2:46 (Don Level, Bob Love)
7. When You Got a Good Friend – 3:42 (Robert Johnson)
8. I'll Drown in My Tears – 4:47 (Henry Glover)
9. Back Door Friend – 2:57 (Stanley Lewis, Lightnin' Hopkins)

CD 2 Recorded Live at the Woodstock Music & Art Fair, Sunday, August 17, 1969
1. Mama, Talk to Your Daughter – 5:05 (J.B. Lenoir)
2. Leland Mississippi Blues – 4:58 (Johnny Winter)
3. Mean Town Blues – 10:55 (Johnny Winter)
4. You Done Lost Your Good Thing Now – 14:45 (B.B. King)
5. I Can't Stand It – 6:10 (Bo Diddley)
6. Tobacco Roads – 10:41 (John D. Loudermilk)
7. Tell the Truth – 6:51 (Lowman Pauling)
8. Johnny B. Goode – 5:36 (Chuck Berry)

## Musicisti
- Johnny Winter - chitarra, voce
- Tommy Shannon - basso
- Uncle John Turner - batteria
- Edgar Winter - tastiere (CD 2 - brani: 5, 6, 7 e 8)